# M 9 (звёздное скопление)
M 9 (также известно как Messier 9 или NGC 6333) — шаровое звёздное скопление в созвездии Змееносца.

## История открытия
Было открыто Шарлем Мессье в 1764 году.

## Интересные характеристики
M9 является одним из самых близких к центру нашей галактики шаровых скоплений, и находится на расстоянии 5500 световых лет от него. Расстояние от Земли до скопления составляет 25 800 световых лет. Суммарная светимость скопления в 120 000 раз больше солнечной, абсолютная звёздная величина равна −8,04m.
Самые яркие звёзды в M 9 имеют видимую звёздную величину 13,5m, что позволяет видеть их в телескопы средних размеров. В скоплении было найдено 13 переменных звёзд.
Считается, что в подобных шаровых скоплениях расположены одни из самых старых звёзд Галактики, которые появились, когда Вселенная была ещё очень молода. Эти светила примерно вдвое старше Солнца и заметно отличаются от него по составу: например, в них гораздо меньше тяжёлых элементов (в астрономии — все элементы, за исключением водорода и гелия), в частности кислорода, углерода и железа, которые составляют ядро нашей планеты. Дело в том, что тяжёлые элементы во Вселенной образовались гораздо позже формирования M 9 — в ядрах звёзд и при взрывах сверхновых.

## Наблюдения
Это шаровое скопление располагается в южной части созвездия Змееносца и доступно для наблюдений в средних широтах России летом. Его не трудно обнаружить на достаточно тёмном небе в полевой бинокль, но для более полного представления о форме и размерах понадобится телескоп с апертурой от 100 мм. В безлунную ночь такой телескоп покажет несколько неправильную форму этого скопления, а при достаточном увеличении и качестве изображения позволит разрешить на звёзды его края (гало). При апертурах свыше 350 мм и увеличении более 300х становится видна звёздная структура скопления до самого центра, неравномерность их распределения по объёму.
В марте 2012 года НАСА опубликовало фотографию M 9, сделанную с помощью телескопа Хаббл, на которой можно разглядеть более 250 тыс. отдельных звёзд. Скопление M 9 могло бы иметь сферическую форму, но гравитационные силы галактического центра немного исказили его очертания. На изображении хорошо различим и цвет звёзд, который напрямую связан с температурой: чем краснее, тем холоднее, и чем голубее, тем горячее. О широком диапазоне звёздных температур можно судить по весьма разнообразной палитре.
- M 9, 2MASS, ~2001 год
- M 9, Хаббл, 2009 год
- M 9, Хаббл, 2012 год

Рядом со скоплением, в градусе на северо-восток находится менее яркое шаровое скопление NGC 6356, примерно на таком же расстоянии в юго-восточном направлении — тусклое скопление NGC 6342. Эта тройка скоплений перемежается пылевыми туманностями B 64 и B 259, которые видны как тёмные провалы с нерезкими границами на богатом звёздами фоне неба.

### Соседи по небу из каталога Мессье
- M 19 — (к югу) более яркое и крупное шаровое скопление;
- M 107 — (на запад), шаровое скопление;
- M 10 и M 12 — (на север) пара ярких скоплений в центре Змееносца;
- M 23 — (на восток в Стрельце) большое рассеянное скопление;

### Последовательность наблюдения в «Марафоне Мессье»
…M 29 → M 14 → M 9 → M 71 → M 27…

## Изображения
Гал.долгота 5,5444° 

Гал.широта +10.7051° 

Расстояние 25 800 св. лет